# Музей на град Берово
Музеят на град Берово (на македонска литературна норма: Музеј на град Берово) е исторически и етнографски музей в малешевското градче Берово, Република Македония.
Разположен е в центъра на града, в сграда, построена в духа на архитектурата в района от края на XIX век. В сградата е отворено първото читалище. Музеят е образуван от постоянната експозиция на манастира „Свети Архангел Михаил“ и нови експонати.
На приземния етаж са изложени документи и други експонати, свързани с историята на Малешевията и видните малешевци Ильо Войвода, Никола Русински, Димитър Попгеоргиев, Разловското въстание, историята на района между двете световни войни и след Втората световна война.
Също така са изложени и случайните находки на антични и средновековни монети от областта. Етнографската изложба се състои от реконструкция на малешевска стая, малешевска носия, малешевски накити, грънчарско производство, музикални инструменти и реконструкция на малешевска ковачница.